# Wendy Moniz
Wendy Moniz (Kansas City (Missouri), 19 januari 1969) is een Amerikaanse actrice.

## Biografie
Moniz is van Portugese en Ierse afkomst. Moniz heeft in 1991 haar bachelor of arts gehaald in Engels en theater aan de Siena College in Albany County (New York). Zij was van 1991 tot en met 1996 getrouwd, en is vanaf 2000 getrouwd met Frank Grillo en hebben samen twee zonen. 

## Filmografie

### Films
- 2017 Wheelman - als Jessica
- 2015 The Grief of Others - als Ricky Ryrie
- 1999 Tuesdays with Morrie – als Janine

### Televisieseries
Uitgezonderd eenmalige gastrollen.
- 2018 - 2023 Yellowstone - als gouverneur Perry - 23 afl.
- 2022 FBI: Most Wanted - als rechter April Brooks - 3 afl.
- 2021 Law & Order: Organized Crime - als ADA Frasier - 3 afl.
- 2016 - 2017 House of Cards - als Laura Moretti - 7 afl.
- 2016 - 2017 Pure Genius - als Julianna Wallace - 4 afl.
- 2016 Kingdom - als Roxanne - 7 afl.
- 2013 - 2014 Betrayal - als Elaine McAllister - 13 afl.
- 2011 One Life to Live – als Kathleen Finn – 4 afl.
- 2009 – 2010 Damages – als Jill Burnham – 7 afl.
- 2007 Big Shots – als Stacey Walker – 4 afl.
- 2001 – 2004 The Guardian – als Louisa Archer / Louisa Olson – 58 afl.
- 2000 – 2001 Nash Bridges – als Rachel McCabe – 22 afl.
- 2000 Battery Park – als Maria DiCenzo – 2 afl.
- 1995 – 1999 Guiding Light – als Dinah Marler Thorpe Jessup – 151 afl.